# Goniothalamus vietnamensis
Goniothalamus vietnamensis är en kirimojaväxtart som beskrevs av Nguyên Tiên Bân. Goniothalamus vietnamensis ingår i släktet Goniothalamus och familjen kirimojaväxter. Inga underarter finns listade i Catalogue of Life.